# 류복립
류복립(柳復立, 1558년 ~ 1593년)은 조선의 의병장이다. 본관은 전주(全州). 자는 군서(君瑞), 호는 묵계(墨溪).
음직으로 종부시주부를 지냈다. 1592년(선조 25) 임진왜란 때 외삼촌인 경상우도관찰사 김성일(金誠一) 휘하에서 진주성(晉州城)을 공격해온 왜적을 격퇴하였다. 이듬해 김성일이 병사하면서 성을 사수하라는 유언에 따라 왜적과 싸웠으나 성이 함락당하자 자결하였다.